# Escharella quadrata
Escharella quadrata is een mosdiertjessoort uit de familie van de Escharellidae. De wetenschappelijke naam van de soort is voor het eerst geldig gepubliceerd in 2001 door López de la Cuadra & García-Gómez.